# Pseudococcus pseudoperrisii
Pseudococcus pseudoperrisii är en insektsart som beskrevs av Rasina 1971. Pseudococcus pseudoperrisii ingår i släktet Pseudococcus och familjen ullsköldlöss.
Artens utbredningsområde är Lettland. Inga underarter finns listade i Catalogue of Life.